# Ruth Osburn
Ruth Irene Osburn (ur. 24 kwietnia 1912 w Shelbyville, w stanie Missouri, zm. 8 stycznia 1994 w Tucson) – amerykańska lekkoatletka, specjalistka rzutu dyskiem, wicemistrzyni olimpijska z 1932.
Na igrzyskach olimpijskich w 1932 w Los Angeles zdobyła srebrny medal w rzucie dyskiem, przegrywając jedynie ze swą rodaczką Lillian Copeland, która wyprzedziła ją w ostatniej rundzie.
Była mistrzynią Stanów Zjednoczonych (AAU) w rzucie dyskiem w 1932 i 1933.